# Michael Ford
Michael Dickins Ford (Surrey, 11 de junio de 1928 – 31 de mayo de 2018) fue un director artístico y escenógrafo británico.

## Biografía
Ford estudió ilustración en Goldsmiths College, Londres. Trabajó como escenógrafo en el mundo de la publicidad en televisión. Su primer trabajo fue Un hombre en la Luna (Man in the Moon) (1960) a la que le siguieron otros proyectos como El aniversario (The Anniversary) (1968), con Bette Davis y Los violentos de Kelly (Kelly's Heroes) (1970).
En 1982, Ford consiguió su primer Óscar al mejor diseño de producción por su trabajo como escenógrafo en En busca del arca perdida (Raiders of the Lost Ark) (1981). También estuvo nominado el año anterior por El imperio contraataca (The Empire Strikes Back) (1980) y le siguieron otras tantas en El retorno del Jedi (Return of the Jedi) (1983) y El imperio del sol (Empire of the Sun) (1987). Su segunda estatuilla llegaría en 1998 por su trabajo en Titanic (1997). Ford también trabajó en la serie de películas de James Bond como 007: Alta tensión (The Living Daylights) (1987), Licence to Kill (1989) y GoldenEye (1995).

## Premios y distinciones
Premios Óscar
| Año  | Categoría                  | Película                                       | Resultado |
| ---- | -------------------------- | ---------------------------------------------- | --------- |
| 1981 | Mejor dirección de arte    | Star Wars: Episodio V - El Imperio contraataca | Nominado  |
| 1982 | Mejor dirección de arte    | Raiders of the Lost Ark                        | Ganador   |
| 1984 | Mejor dirección de arte    | Return of the Jedi                             | Nominado  |
| 1998 | Mejor diseño de producción | Titanic                                        | Ganador   |